# Сурок Мензбира
Суро́к Ме́нзбира, или тала́сский суро́к (лат. Marmota menzbieri) — грызун семейства беличьих. Вид назван в честь русского зоолога М. А. Мензбира.
Область распространения необычно мала и охватывает только запад Тянь-Шаня.
Сурок Мензбира при длине тела от 40 до 45 см и среднем весе 2,5 кг является самым маленьким видом сурков. Отдельные крупные особи гималайского сурка могут, напротив, иметь длину до 70 см и достигать веса до 9 кг.
У сурка Мензбира очень маленькая область распространения по сравнению с другими видами сурков. Они селятся на крутых склонах с густым и хорошо сформированным растительным покровом. 
Сурок Мензбира классифицирован как самостоятельный вид из-за своей незначительной величины, характерного цвета меха, своеобразного призыва, который отличается от призыва других сурков, а также оригинального строения бакулюма (он почти прямой и не имеет на конце расширения).